# Збойський потік
Збойський потік (словац. Zbojský potok) — річка в Словаччині, ліва притока Улички, протікає в окрузі Снина.
Довжина — 21,4 км. Витік знаходиться в масиві Буковський Врх — на висоті 1060 метрів. Протікає територією сіл Нова Седлиця; Збой; Улич-Криве та Улич.
Впадає в Уличку на висоті 260 метрів.